# Gerrit Kouwenaar

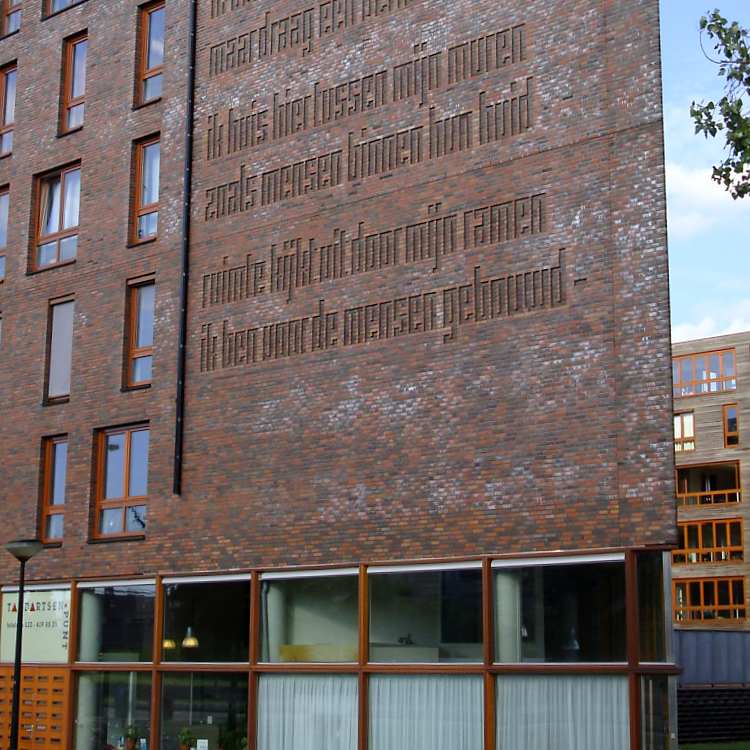
Gedicht Gerrit Kouwenaar; vormgeving Kees Nieuwenhuijzen. Panamalaan, Amsterdam.

Gerrit Kouwenaar (Amsterdam, 9 augustus 1923 – aldaar, 4 september 2014) was een Nederlands dichter, prozaschrijver, vertaler en  journalist. Hij maakte deel uit van de Vijftigers.

## Biografie
Kouwenaar debuteerde in de Tweede Wereldoorlog met een aantal clandestiene uitgaven, waaronder Vroege voorjaarsdag, en met bijdragen in illegale bladen als Lichting en Parade der Profeten. In mei 1943 werd hij gearresteerd door de Sicherheitsdienst, die, min of meer bij toeval, een aantal illegale geschriften in zijn huis ontdekte, waaronder enige exemplaren van Lichting en een afschrift van 'Het lied der achttien dooden' van Jan Campert. Tijdens zijn arrestatie en de daaropvolgende verhoren werd Kouwenaar zwaar mishandeld. Zijn ondervragers, onder wie Friedrich Viebahn en Emil Rühl, zetten hem bovendien onder druk door te zinspelen op een standrechtelijke executie. Als gevolg hiervan brak hij en verried hij de naam van een van de medewerkers van Lichting. Tijdens zijn proces, in november 1943, werd hij ervan beschuldigd "deutschfeindliche Schriften hergestellt, weitergegeben und in Besitz gehabt zu haben." Hij werd veroordeeld tot zes maanden gevangenisstraf, en aangezien hij die inmiddels had uitgezeten, werd hij dezelfde dag nog vrijgelaten.
Van 1945 tot 1950 was Kouwenaar kunstredacteur van dagblad De Waarheid, toen de grootste krant van Nederland. Daarna was hij freelancer voor Vrij Nederland en redacteur van het literaire blad Podium. Later recenseerde hij beeldende kunst voor Het Vrije Volk en werd redacteur van het toonaangevende culturele tijdschrift De Gids.
Hij was ook verbonden aan het tijdschrift Reflex en kwam in contact met de Experimentele Groep in Holland en later met het experimentele, internationale kunstenaarsgezelschap Cobra. In 1949 publiceerde hij samen met de Cobra-schilder Constant Goede morgen haan, een combinatie van gedichten en tekeningen (Peinture-mots). Was hij aanvankelijk nog vooral een sociaal en politiek bewogen experimentele dichter, later was zijn werk meer gericht op het taalgebruik in de poëzie. Kouwenaar streefde naar poëzie die autonoom is en voor zichzelf spreekt. Een gedicht beginnend met "Ik lig als een schip op de rede" is in baksteen vereeuwigd aan de Panamalaan, Amsterdam.
Hij maakte ook talrijke vertalingen van toneelstukken, onder meer van Brecht, Dürrenmatt, Hochhuth, Weiss, Kroetz, Sartre, Tennessee Williams, Stoppard, Osborne en Pinter. Hij verzorgde onder meer de Nederlandse vertaling van Sprung ins Leben van Ludwig Kunz, Der Himmel zahlt keine Zinsen van Richard Kaufmann en ook van De Kaukasische Krijtkring, De weerstaanbare opkomst van Arturo Ui en Leven van Galilei van Brecht.
De schilder en dichter David Kouwenaar (1921-2011) was een oudere broer van hem. Gerrit was van 1948 tot 1954 getrouwd met illustratrice en dichteres Tientje Louw.
Kouwenaar overleed op 91-jarige leeftijd en werd begraven op Zorgvlied.

## Prijzen
- 1958 - Poëzieprijs van de gemeente Amsterdam voor De mensen zijn geen goden
- 1961 - Poëzieprijs van de gemeente Amsterdam voor Zou een hand
- 1962 - Jan Campert-prijs voor De stem op de 3e etage
- 1963 - Poëzieprijs van de gemeente Amsterdam voor Zonder namen
- 1967 - Henriette Roland Holst-prijs voor zijn gehele oeuvre
- 1967 - Martinus Nijhoff Prijs voor zijn toneelvertalingen
- 1970 - P.C. Hooft-prijs voor zijn gehele oeuvre
- 1989 - Prijs der Nederlandse Letteren voor zijn gehele oeuvre
- 1997 - VSB Poëzieprijs voor De tijd staat open
- 2004 - Karel van de Woestijneprijs voor Totaal witte kamer
- 2005 - KANTL-prijs voor poëzie voor Totaal witte kamer
- 2009 - Prijs voor Meesterschap van de Maatschappij der Nederlandse Letterkunde